# Josep Maria Rovira i Torres
Josep Maria Rovira i Torres, també conegut com a Pep Rovira o Rovira II, (Torredembarra, 28 de desembre de 1943) és un exfutbolista català de les dècades de 1960 i 1970.

## Trajectòria
En la seva etapa juvenil defensà els colors del Gimnàstic de Tarragona, d'on passà al RCD Espanyol juvenil. També jugà a la selecció catalana de la categoria. A continuació passà a l'equip amateur de l'Espanyol, que el cedí a la UE Vic, Gimnàstic de Tarragona, ambdós a Tercera Divisió, al CE L'Hospitalet, de la Segona Divisió i al RCD Mallorca, club amb el qual debutà a primera divisió.
La temporada 1966-67 fitxà pel CE Sabadell, que jugava a Primera, essent el porter suplent de Pepe Martínez. A continuació jugà amb el CF Badalona, a la Segona Divisió. La temporada 1970-71 s'incorporà al CE Europa, club on jugà durant 10 temporades, fins a la campanya 1979-80, amb un total de 319 partits oficials de lliga disputats. Un dels principals grups d'animació del club, el Grup Europeista Pep Rovira fundat el 1980, duu el seu nom.
Com a entrenador destacà principalment al Club Atlètic Roda de Barà, club que era presidit per Luis del Olmo i on entrenà durant més de 10 anys, ascendint des de les categories regional fins a Tercera Divisió. També entrenà el CE Europa, al qual ascendí a Segona Divisió B. També dirigí altres clubs més modestes de les comarques del Camp de Tarragona.